# Wertpapierhandelsbank
Wertpapierhandelsbanken sind Kreditinstitute, die keine CRR-Kreditinstitute (vormals Einlagenkreditinstitute) sind und die als Bankgeschäfte das Finanzkommissionsgeschäft, Emissionsgeschäft oder als Finanzdienstleistungen die Anlagevermittlung, Anlageberatung, den Betrieb eines multilateralen Handelssystems, das Platzierungsgeschäft, die Abschlussvermittlung, Finanzportfolioverwaltung und/oder Eigenhandel betreiben (Legaldefinition nach § 1 Abs. 3d Satz 3 Kreditwesengesetz (KWG)). Sie bedürfen einer Banklizenz.
Die Bundesanstalt für Finanzdienstleistungsaufsicht listet 33 in Deutschland zugelassene Wertpapierhandelsbanken (Stand: 11. Januar 2019).  Den Status der Wertpapierhandelsbank gibt es in dieser Form und mit dieser Bezeichnung nur in Deutschland. In Großbritannien werden vergleichbare Lizenzen als Broker von der FCA bezeichnet.